# 紫笋茶
紫笋也称紫筍，产于浙北长兴水口乡顾渚村，早在1200多年前已负盛名。因茶芽色泽带紫色，芽叶相抱似笋而得名。每年在清明至谷雨前采摘一芽一叶或一芽二叶初展，鲜叶极为幼嫩，每制1000克干茶需鲜芽72000个左右。《唐国史补》中记载：「风俗贵茶，茶之名品益众。剑南有蒙顶石花，或小方，或散牙，号为第一。湖州有顾渚之紫笋，东川有神泉、小团，昌明、兽目，峡州有碧涧、明月、芳涩、茱萸簝，福州有方山之露牙，夔州有香山，江陵有南木，湖南有衡山，岳州有浥湖之含膏，常州有义兴之紫笋，婺州有东白，睦州有鸠沉，洪州有西山之白露。寿州有霍山之黄牙，蕲州有蕲门团黄，而浮梁之商货不在焉。」